# Марін Хонда
Марін Хонда (яп. 本田 真凜 нар.. 21 серпня 2001, Кіото, Японія) — японська фігуристка, що виступає в одиночному катанні. Чемпіонка світу серед юніорів (2016), віце-чемпіонка світу серед юніорів (2017), бронзова медалістка фіналу юніорського Гран-прі (2015), переможниця юніорського Кубка Азії (2016), переможниця турніру серії «Челленджер» US Classic (2017).
членом основного тренувального складу (яп. 特別強化選手) з фігурного катання.

## Біографія
Марін Хонда народилася 21 серпня 2001 року в місті Кіото . Почала кататися на ковзанах з 2003 року . Її молодша сестра Мію Хонда — відома в Японії молода актриса і теж фігуристка. Також займається фігурним катанням її наймолодша сестра Сара. А старший брат Таити Хонда, теж фігурист, в січні 2017 року став другим на чемпіонаті Японії з фігурного катання серед учнів старшої школи.
Марін знялася в телевізійному фільмі Skate Gutsu no Yakusoku (яп. スケート靴の約束) (2013, разом з сестрою Мію) і в декількох рекламних роликах.

## Кар'єра
|                                                                  |  |
| Коротка і довільна програми, Чемпіонат світу серед юніорів 2016. |  |

### Ранні роки
У 2013 році Марін Хонда дебютувала на першості Японії з фігурного катання серед юніорів, де відразу фінішувала п'ятою.
Через два роки вона дебютувала на юніорських етапах Гран-прі в США (фінішувала другою) і в Хорватії, де фінішувала першою . Досягнення дали їй можливість виступати на юніорському фіналі Гран-прі в Барселоні, де вона виграла бронзову медаль . Цього ж року наприкінці грудня вона дебютувала на національному чемпіонаті, де прийшла до фінішу наприкінці десятки.
У березні в Дебрецені на світовому юніорському чемпіонаті Марін Хонда в складній боротьбі виграла золоту медаль.

### Сезон 2016/2017
Новий передолімпійський сезон фігуристка почала влітку 2016 року на юніорському Кубку Азії, який вона виграла. Восени японка виступала на юніорських етапах Гран-прі, будинки і в Словенії, де двічі фінішувала другою. У грудні 2016 року фігуристка, приїхавши до Марселя, щоб взяти участь у фіналі Юніорського гран-прі, але захворіла на грип. Змагання їй довелося пропустити.
Пізніше того ж місяця брала участь у дорослому чемпіонаті Японії, ставши четвертою. В середині березня вона виступала в Тайбеї на юніорському світовому чемпіонаті, де в складній боротьбі зуміла посісти друге місце. При цьому вона поліпшила всі свої колишні спортивні досягнення.

### Сезон 2017/2018
У вересні 2017 року японська одиночниця почала олімпійський сезон в Солт-Лейк-Сіті, де на турнірі US International Figure Skating Classic впевнено виграла перше місце. Через півтора місяці фігуристка дебютувала в серії Гран-прі на канадському етапі, де фінішувала в середині турнірної таблиці, при цьому провалила коротку програму. Через два тижні на китайському етапі серії Гран-прі в Пекіні, вона фінішувала в середині турнірної таблиці.
Наприкінці грудня на національному чемпіонаті Марін виступила не зовсім вдало, вона фінішувала в кінці десятки. Після закінчення олімпійського сезону фігуристка змінила тренера і перейшла до Рафаеля Арутюнануа.

## Спортивні досягнення

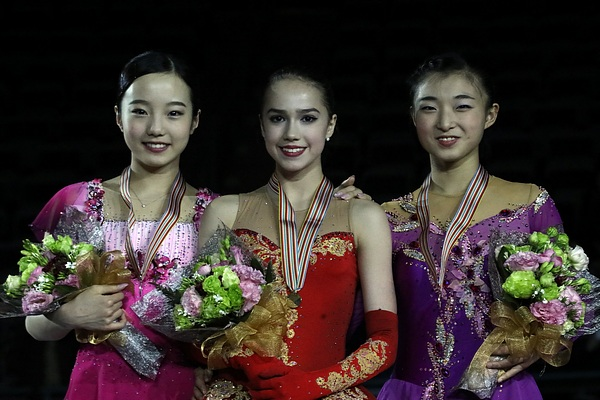
Призери чемпіонату світу серед юніорів 2017 (зліва направо): Марін Хонда (срібло), Аліна Загітова (золото), Каорі Сакамото (бронза)

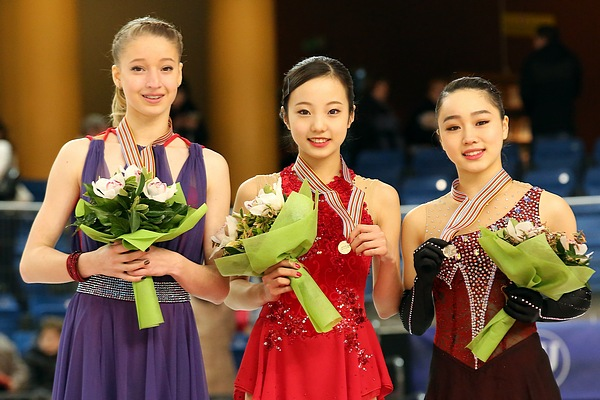
Призери юніорського чемпіонату світу 2016 (зліва направо): Марія Сотскова (срібло), Марін Хонда (золото), Вакаба Хігуті (бронза)

| Змагання                                                          | 12/13      | 13/14      | 14/15      | 15/16      | 16/17      | 17/18      | 18/19      |
| Міжнародні                                                        | Міжнародні | Міжнародні | Міжнародні | Міжнародні | Міжнародні | Міжнародні | Міжнародні |
| ----------------------------------------------------------------- | ---------- | ---------- | ---------- | ---------- | ---------- | ---------- | ---------- |
| Етапи Гран-прі: Cup of China                                      |            |            |            |            |            | 5          |            |
| Етапи Гран-прі: Internationaux de France                          |            |            |            |            |            |            | 6          |
| Етапи Гран-прі: Skate America                                     |            |            |            |            |            |            | 8          |
| Етапи Гран-прі: Skate Canada                                      |            |            |            |            |            | 5          |            |
| Челенджери. Nebelhorn Trophy                                      |            |            |            |            |            |            | 6          |
| Челенджери. US Classic                                            |            |            |            |            |            | 1          |            |
| Challenge Cup                                                     |            |            |            |            |            | 3          |            |
| Міжнародні серед юніорів                                          |            |            |            |            |            |            |            |
| Чемпіонати світу серед юніорів                                    |            |            |            | 1          | 2          |            |            |
| Фінал юніорського Гран-прі                                        |            |            |            | 3          | WD         |            |            |
| Етапи юніорського Гран-прі: Хорватія                              |            |            |            | 1          |            |            |            |
| Етапи юніорського Гран-прі: Японія                                |            |            |            |            | 2          |            |            |
| Етапи юніорського Гран-прі: Словенія                              |            |            |            |            | 2          |            |            |
| Етапи юніорського Гран-прі: США                                   |            |            |            | 2          |            |            |            |
| Asian Trophy                                                      |            | 2N         | 3N         | 2J         | 1J         |            |            |
| Bavarian Open                                                     |            |            | 1N         |            |            |            |            |
| Coupe du Printemps                                                |            | 2N         |            |            |            |            |            |
| Triglav Trophy                                                    | 1N         |            |            |            |            |            |            |
| Національні                                                       |            |            |            |            |            |            |            |
| Чемпіонати Японії                                                 |            |            |            | 9          | 4          | 7          | 15         |
| Першість Японії серед юніорів                                     |            | 5          | 4          | 6          | 3          |            |            |
| N = дитячий рівень; J = юніорський рівень WD = знялася зі змагань |            |            |            |            |            |            |            |

## Фільмографія

### Телевізійні фільми (дорами)
- Skate Gutsu no Yakusoku (яп. スケート靴の約束) (25 грудня 2013, TV Aichi) — в ролі Масамі Сакаї

### Реклама
- Sharp Aquos 4K[en] (2014)
- Lotte Chana Ice[en]